# Roland C.II
Die LFG Roland C.II war ein im Ersten Weltkrieg eingesetztes deutsches zweisitziges Aufklärungsflugzeug. Das Flugzeug wurde erstmals in einem Windkanal getestet und wurde aufgrund seiner aerodynamischen Formgebung Walfisch genannt.

## Entwicklung und Produktion
Das Flugzeug war der kleinste deutsche Zweisitzer des Krieges. Es zeichnete sich durch seine gelungene Stromlinienform aus. Diese war das Resultat von ersten an der Aerodynamischen Versuchsanstalt in Göttingen unter Professor Ludwig Prandtl erstmals durchgeführten Windkanaltests. Angetrieben wurde der von Dipl.-Ing. Tantzen 1915 in Halbschalenbauweise konstruierte Doppeldecker durch einen Motor Mercedes D III mit 160 PS Leistung. Als Bewaffnung diente dem Beobachter ein auf einem Ring montiertes Parabellum MG 14, während für den Piloten erst ab der zweiten Produktionscharge (C.999-1023/16) ein durch den Propellerkreis feuerndes 7,92 mm MG 08/15 zur Verfügung stand. Neben der LFG, die circa 200 Flugzeuge dieses Typs produzierte, fertigten die Pfalz- sowie die Linke-Hofmann-Werke die C.II in Lizenz, so dass insgesamt etwa 300 Maschinen die Werkhallen verließen.
Es existierte eine Abwandlung: Bei der in Prototypform realisierten konventionelleren Roland C.III wurden anstelle der zwei großen I-Stiele der C.II acht Verstrebungen zwischen oberer und unterer Tragfläche sowie ein 200 PS starker Benz-Bz-IV-Motor genutzt. Diese Maschine wurde bei einem Brand der Fabrik in Adlershof zerstört. Nach dem Verlust des Adlershofer Standortes wurde die Flugzeugproduktion der LFG nach Berlin-Charlottenburg verlagert.

## Varianten
- Roland C.IIa: Variante mit nach vorne feuerndem lMG 08/15, verstärkten Flügelspitzen und eckigem Überrollbügel
- Roland C.III: Variante mit acht Tragflächenverstrebungen und Benz Bz-IV-Motor (1 Exemplar)

## Einsatz
Die Roland C.II erreichte aufgrund ihrer aufwändigen Bauweise verspätet und in zu geringer Zahl die Front, wurde dort allerdings dringend von den mit einer bunten Vielfalt veralteter Flugzeuge ausgestatteten Feldfliegerabteilungen und bei der Aufstellung der neuen Kampfgeschwader (Kagohl = Kampfgeschwader der Obersten Heeresleitung) benötigt, welche sich der wachsenden alliierten Luftüberlegenheit bei der Schlacht um Verdun und der Schlacht an der Somme ohne hinreichenden Jagdschutz erwehren mussten.
Das Flugzeug zeichnete sich aufgrund seiner Bauweise im Einsatz als besonders stabil aus, allerdings war es wegen der schlechten Sicht des Piloten nach vorn unten schwer zu landen. Eingesetzt wurde das Flugzeug ab März 1916 an der Westfront und konnte in diesem Zeitraum dank der guten Aerodynamik in der Geschwindigkeit mit alliierten Jägern mithalten. Das zunächst fehlende MG für den Piloten, das erst ab der zweiten Produktionsserie eingebaut wurde, wurde von der Truppe in einigen Fällen durch ein improvisiert eingebautes Beute-MG ersetzt, das über den Propeller hinweg feuerte. Alles in Allem kann die Roland C.II als Vorläufer der erst später eingeführten CL-Klasse (Jagdzweisitzer) angesehen werden. Die Flugleistungen lagen nur geringfügig unter denen der damaligen Spitzen-Jagdeinsitzer (z. B. Albatros D.II). Das britische Jagdfliegerass James McCudden hielt 1916 die C.II für das beste deutsche Jagdflugzeug.
Besonders bekannt gewordene Flieger der Roland C.II waren Hermann Köhl, hoch dekorierter Staffelführer im Kampfgeschwaders 4 und späterer Atlantiküberflieger, und Eduard von Schleich, der seinen „Walfisch“ mit Augen und Maul verzierte und damit die Ähnlichkeit der Maschine mit einem Wal noch betonte. Ebenfalls bekannt wurde Rudolf Windisch, der mit seiner C.II (C.4428/715) das erste deutsche Kommandounternehmen aus der Luft durchführte. Als Angehöriger der Feldflieger-Abteilung 62 (FFA 62) an der Ostfront stationiert, landete er am Morgen des 2. Oktober 1916 auf einem Stoppelfeld hinter den feindlichen Linien und setzte dort Maximilian von Cossel ab, der in der darauffolgenden Nacht die zehn Kilometer entfernte Eisenbahnlinie Rowno–Brody in die Luft sprengte. Am nächsten Morgen wurde er von Windisch an der Landestelle wieder abgeholt und ausgeflogen. Zwar richtete die Sprengung nur einen geringen Schaden an, doch konnte das Unternehmen propagandistisch ausgeschlachtet und vor der Öffentlichkeit als Erfolg dargestellt werden.
Ab der ersten Hälfte des Jahres 1917 wurden die verbliebenen Roland C.II allmählich von den Frontverbänden abgezogen und Flugschulen überstellt.
Die Roland C.II im Leistungsvergleich (ca. Frühjahr 1916)
| Name              | Land                   | Motorstärke | Höchstgeschwindigkeit | Startmasse | Bewaffnung   | Gipfelhöhe |
| ----------------- | ---------------------- | ----------- | --------------------- | ---------- | ------------ | ---------- |
| Roland C.II       | Deutsches Reich        | 160 PS      | 165 km/h              | 1309 kg    | 1–2          | 4000 m     |
| Aviatik C.III     | Deutsches Reich        | 160 PS      | 160 km/h              | 1340 kg    | 2            | 4500 m     |
| Nieuport 12       | Frankreich             | 110 PS      | 144 km/h              | 875 kg     | 2 MG         | 4300 m     |
| Morane-Saulnier P | Frankreich             | 110 PS      | 163 km/h              | 760 kg     | 2 MG, Bomben | 4800 m     |
| Morane-Saulnier L | Frankreich             | 80 PS       | 123 km/h              | 480 kg     | 1 MG         | 4700 m     |
| R.A.F. F.E.2      | Vereinigtes Königreich | 160 PS      | 147 km/h              | 935 kg     | 1            | 3353 m     |
| R.A.F. B.E.2e     | Vereinigtes Königreich | 90 PS       | 145 km/h              | 959 kg     | 2 MG         | 3500 m     |

## Technische Daten
| Kenngröße             | Daten                                                                         |
| --------------------- | ----------------------------------------------------------------------------- |
| Besatzung             | 2                                                                             |
| Länge                 | 7,70 m                                                                        |
| Spannweite            | 10,33 m                                                                       |
| Spannweite (Leitwerk) | 2,08 m                                                                        |
| Höhe                  | 2,90 m                                                                        |
| Flügelabstand         | 1,32 m                                                                        |
| Flügelfläche          | 27,06 m²                                                                      |
| Leermasse             | 789 kg                                                                        |
| Startmasse            | 1309 kg                                                                       |
| Antrieb               | ein wassergekühlter Sechszylinder-Reihenmotor Mercedes D III; 160 PS (118 kW) |
| Höchstgeschwindigkeit | 165 km/h                                                                      |
| Steigzeit             | auf 1000 m: 7 min auf 2000 m: 14 min auf 3000 m: 26 min                       |
| Dienstgipfelhöhe      | 4000 m                                                                        |
| Flugdauer             | 4 h                                                                           |
| Bewaffnung            | ein Parabellum MG 14 (Beobachter) ein 08/15 LMG (Pilot) vier 12,5-kg-Bomben   |